# Pouilly-les-Nonains
Pouilly-les-Nonains ist eine französische Gemeinde mit 2.165 Einwohnern (Stand: 1. Januar 2022) im Département Loire in der Region Auvergne-Rhône-Alpes. Noailly gehört zum Arrondissement Roanne und zum Kanton Renaison.

## Geographie
Pouilly-les-Nonains liegt etwa sieben Kilometer westlich von Roanne. Umgeben wird Pouilly-les-Nonains von den Nachbargemeinden Saint-Romain-la-Motte im Norden, Saint-Léger-sur-Roanne im Osten, Riorges im Osten und Südosten, Ouches im Süden, Saint-André-d’Apchon im Südwesten sowie Renaison im Westen.

## Bevölkerungsentwicklung
| Jahr                       | 1962 | 1968 | 1975 | 1982 | 1990 | 1999 | 2006 | 2017 |
| Einwohner                  | 694  | 774  | 1021 | 1311 | 1627 | 1598 | 1725 | 2123 |
| Quellen: Cassini und INSEE |      |      |      |      |      |      |      |      |

## Sehenswürdigkeiten

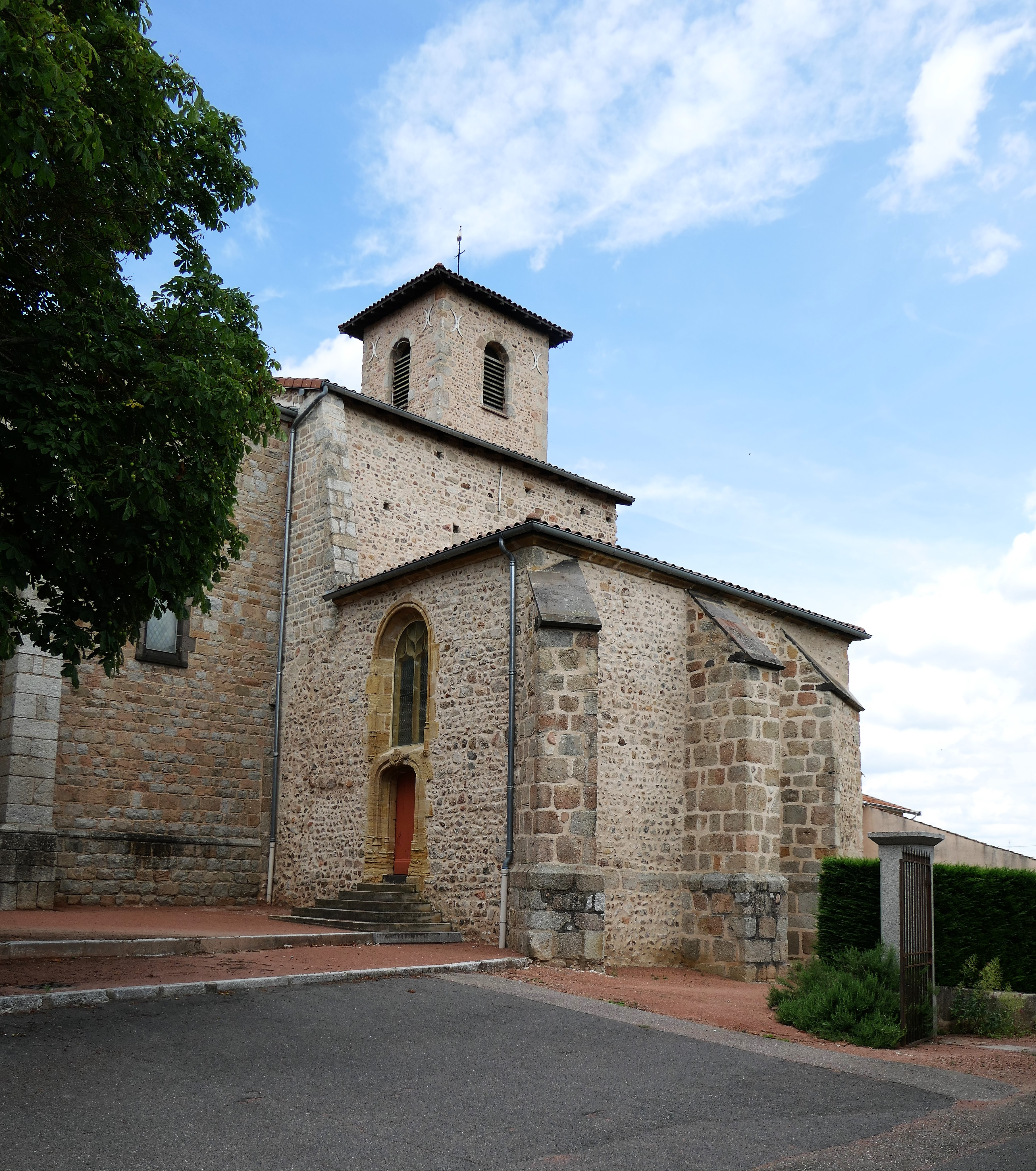
Kirche Conversion-de-Saint-Paul

- Kirche Saint-Martin
- Kirche Conversion-de-Saint-Paul